# Індуїзм у Великій Британії
Індуїзм був присутнім у Великій Британії з початку XIX століття, оскільки на той час Індія була частиною Британської імперії. Згідно з переписом Англії та Уельсу 2011 року, 817 000 жителів (1,5%) визнали себе індуїстами.
Британське індуїстське населення включає тих, хто прибув безпосередньо з Індійського субконтиненту, індуси, які спочатку мігрували до Великої Британії, та тих індусів хто народився і виріс у Великій Британії.
У Великої Британії було три основні хвилі міграції індусів, і більша частина міграції відбулася після Другої світової війни. Перша хвиля була під час незалежності та поділу Британської Індії в 1947 році.
Друга хвиля сталася в 1970-х роках переважно зі Східної Африки. Пізніше громади включали мігранти з Гаяни, Тринідаду і Тобаго, Маврикія та Фіджі. Остання хвиля міграції розпочалась у 1990-х роках і є результатом імміграційної політики Сполученого Королівства, яка полегшила навчання та імміграцію до Великої Британії. Ця хвиля також включала тамільських біженців із Шрі-Ланки та професійних робітників, включаючи лікарів та інженерів програмного забезпечення з Індії.

## Демографія

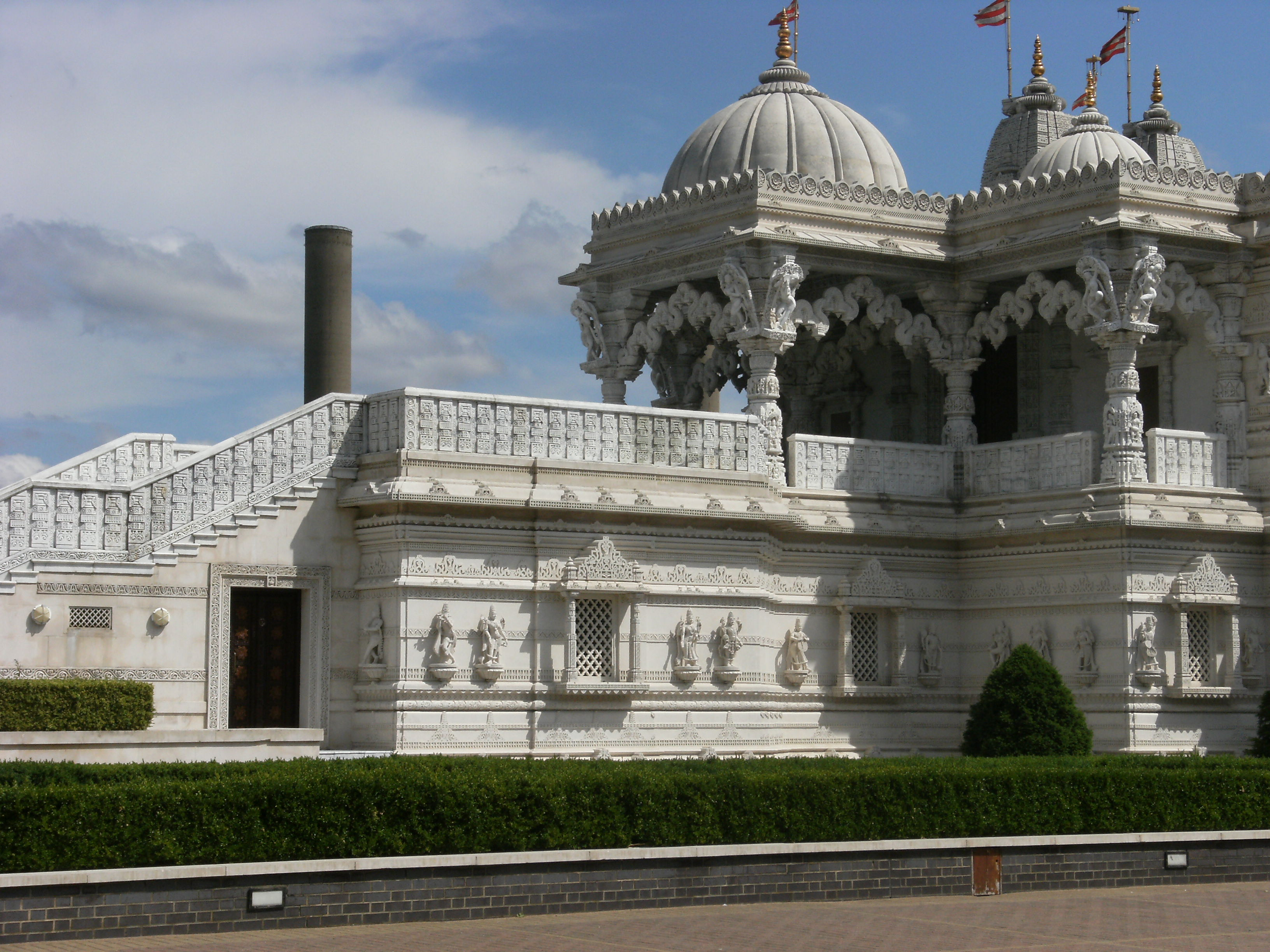
Шрі Свамінараян Мандір в Лондоні

Згідно з переписом населення 2011 року, майже половина з 817 000 індусів, які проживають у Великої Британії, були жителями Лондона. 

## Національний склад
Більшість індуїстів Великої Британії - індуси, таміли, маврикійці, також мігранти з Африки.